# Hockey sur glace aux Jeux asiatiques d'hiver
Le hockey sur glace est présent aux Jeux asiatiques d'hiver depuis la première édition en 1986 organisé à Sapporo au Japon. Depuis les Jeux asiatiques d'hiver de 1996, un tournoi féminin est disputé.

## Palmarès

### Hommes
| Année | Médaille d'or | Médaille d'argent | Médaille de bronze | Lieu                   |
| ----- | ------------- | ----------------- | ------------------ | ---------------------- |
| 1986  | Chine         | Japon             | Corée du Sud       | Sapporo (Japon)        |
| 1990  | Chine         | Japon             | Corée du Sud       | Sapporo (Japon)        |
| 1996  | Kazakhstan    | Japon             | Chine              | Harbin (Chine)         |
| 1999  | Kazakhstan    | Japon             | Chine              | Gangwon (Corée du Sud) |
| 2003  | Japon         | Kazakhstan        | Chine              | Aomori (Japon)         |
| 2007  | Japon         | Kazakhstan        | Corée du Sud       | Changchun (Chine)      |
| 2011  | Kazakhstan    | Japon             | Corée du Sud       | Astana (Kazakhstan)    |
| 2017  | Kazakhstan    | Corée du Sud      | Japon              | Sapporo (Japon)        |

| Année | Médaille d'or | Médaille d'argent | Médaille de bronze  | Lieu                       |
| ----- | ------------- | ----------------- | ------------------- | -------------------------- |
| 2011  | Kirghizistan  | Thaïlande         | Émirats arabes unis | Astana-Almaty (Kazakhstan) |
| 2017  | Thaïlande     | Taipei chinois    | Émirats arabes unis | Sapporo (Japon)            |

| Année | Médaille d'or | Médaille d'argent | Médaille de bronze | Lieu            |
| ----- | ------------- | ----------------- | ------------------ | --------------- |
| 2017  | Turkménistan  | Kirghizistan      | Philippines        | Sapporo (Japon) |

### Femmes
| Année | Médaille d'or | Médaille d'argent | Médaille de bronze | Lieu                       |
| ----- | ------------- | ----------------- | ------------------ | -------------------------- |
| 1996  | Chine         | Japon             | Kazakhstan         | Harbin (Chine)             |
| 1999  | Chine         | Japon             | Kazakhstan         | Gangwon (Corée du Sud)     |
| 2003  | Kazakhstan    | Japon             | Chine              | Aomori (Japon)             |
| 2007  | Kazakhstan    | Japon             | Chine              | Changchun (Chine)          |
| 2011  | Kazakhstan    | Japon             | Chine              | Astana-Almaty (Kazakhstan) |
| 2017  | Japon         | Chine             | Kazakhstan         | Sapporo (Japon)            |
| 2025  |               |                   |                    | Harbin (Chine)             |

## Statistiques

### Hommes
| Place | Pays         | Médaille d'or | Médaille d'argent | Médaille de bronze |
| ----- | ------------ | ------------- | ----------------- | ------------------ |
| 1     | Kazakhstan   | 4             | 2                 | 0                  |
| 2     | Japon        | 2             | 5                 | 1                  |
| 3     | Chine        | 2             | 0                 | 3                  |
| 4     | Corée du Sud | 0             | 1                 | 4                  |

### Femmes
| Place | Pays       | Médaille d'or | Médaille d'argent | Médaille de bronze |
| ----- | ---------- | ------------- | ----------------- | ------------------ |
| 1     | Kazakhstan | 3             | 0                 | 3                  |
| 2     | Chine      | 2             | 1                 | 3                  |
| 3     | Japon      | 1             | 5                 | 0                  |